# Auckland Town Hall

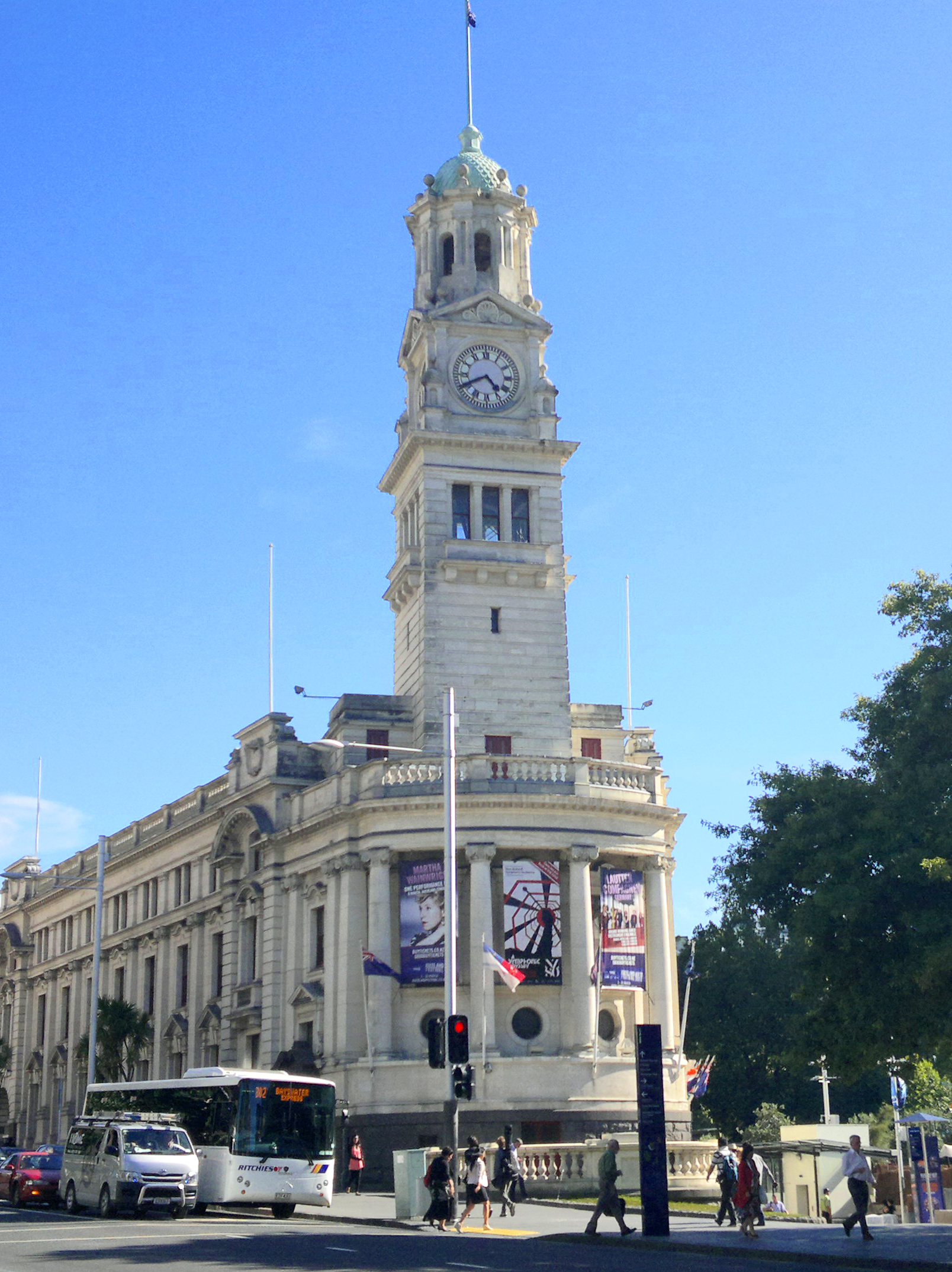
Die Town Hall von der Queen Street aus Richtung des Aotea Square gesehen.

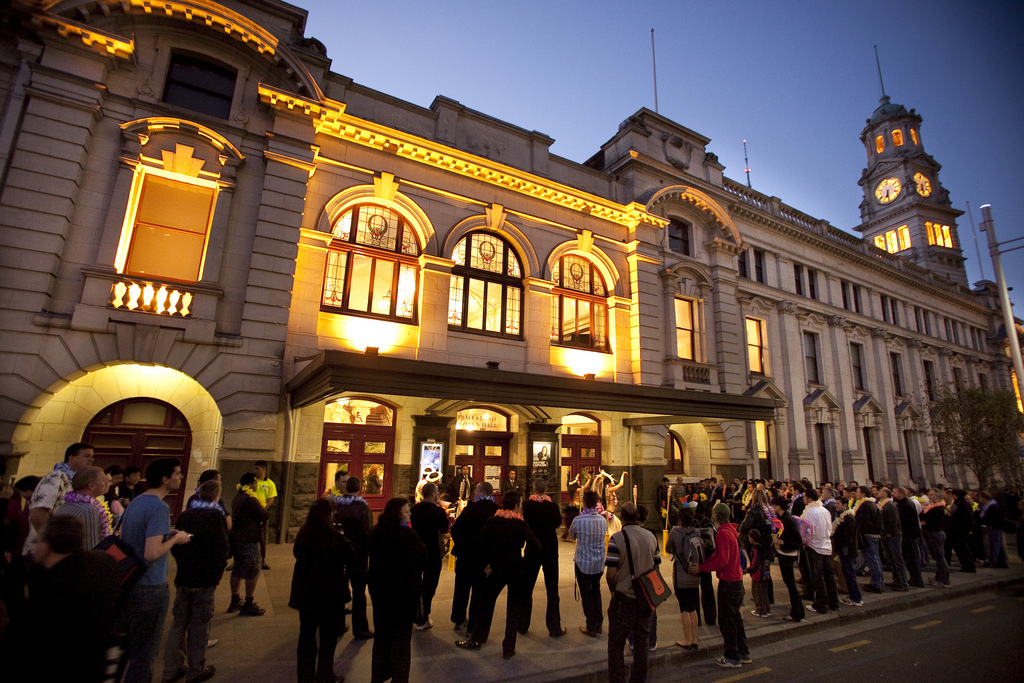
Eingang der Town Hall an der Queen Street

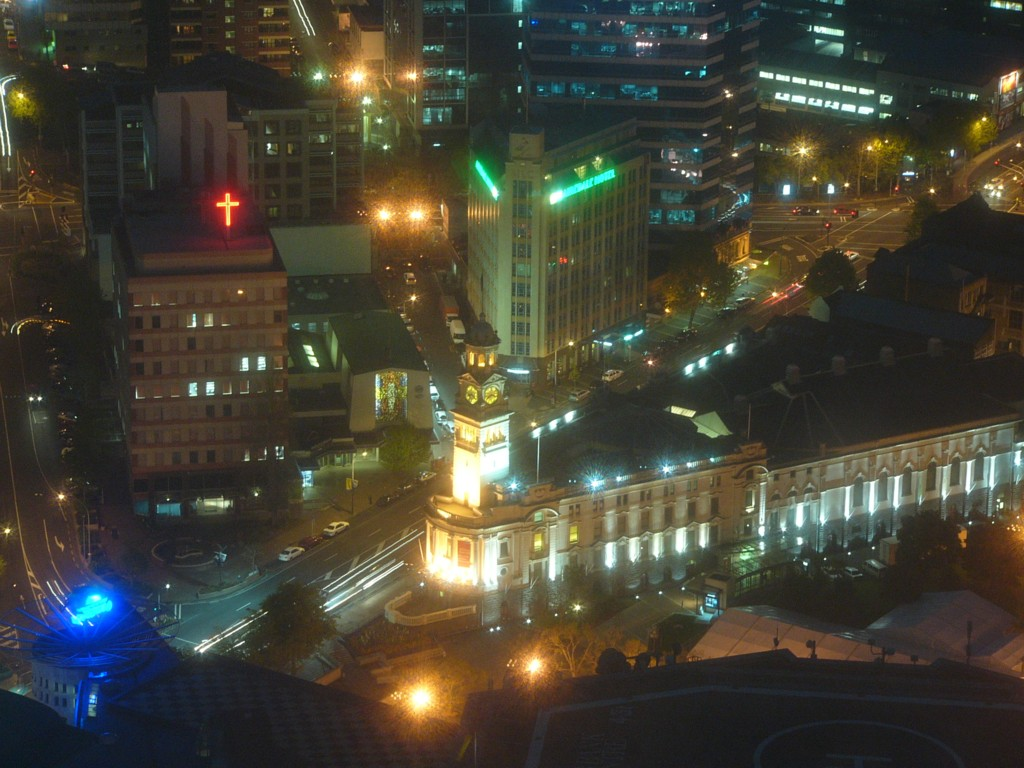
Ansicht bei Nacht

Die Auckland Town Hall ist ein historisch wertvolles Bauwerk in der Queen Street im Zentrum der neuseeländischen Stadt Auckland. Es wird sowohl von der Lokalverwaltung für Sitzungen und Anhörungen als auch für Veranstaltungen genutzt, außerdem beherbergt das Gebäude einen Konzertsaal.
Die Town Hall und ihr bauliches Umfeld sind im Bebauungsplan der Stadt Auckland als historische Stätte „Category A“ besonders geschützt. Eigentümer ist der Auckland Council. Der New Zealand Historic Trust listet sie seit 27. Juli 1988 unter Nummer 549 als Baudenkmal der Kategorie 1.

## Geschichte
Das 45 Meter hohe Bauwerk wurde von 1909 bis 1911 für £126,000 errichtet und am 14. Dezember 1911 vom damaligen Gouverneur von Neuseeland, Lord Islington, eingeweiht.
Der Entwurf stammte von den in Melbourne ansässigen Architekten  JJ & EJ Clarke. Der im Stil der italienischen Neorenaissance gehaltene Entwurf setzte sich unter insgesamt 46 Entwürfen durch. Das fünfgeschossige Gebäude ist dem keilförmigen Grundstück zwischen der Queen Street und Grey Street angepasst. Es erinnert äußerlich stark an die neue Lambeth Town Hall im London Borough of Lambeth, die etwa um die gleiche Zeit errichtet wurde. Das Gebäude war permanenter Sitz der Lokalverwaltung, diente gleichzeitig aber auch Unterhaltungszwecken. Der große Saal mit 1673 Sitzplätzen ist nach dem alten Gewandhaus in Leipzig gestaltet und besitzt eine hervorragende Akustik.
Die Fassade ist aus zwei verschiedenen Steinen gestaltet. Das Erdgeschoss besteht aus dunklem Basalt, der trotz ausreichender Verfügbarkeit von Basalt vor Ort aus dem australischen Melbourne herbeigeschafft wurde. Der Grund dafür war möglicherweise, dass die Architekten bereits zuvor Basalt konstant hoher Qualität aus den australischen Brüchen bezogen hatten und dass dort leistungsfähige dampfbetriebene Sägen zur Bearbeitung dieses schwierigen Werksteines zur Verfügung standen.
Die oberen Stockwerke bestehen aus hellem Sandstein aus Oamaru (Oamaru limstone) von der Südinsel, der das dortige Ortsbild prägt.
Im Inneren gibt es verschiedene Arten von Mosaikböden und glasieren Wandfliesen. Der halbkreisförmige Ratssaal ist mit Holzpaneelen verkleidet. In den Haupträumen gibt es eine elektrische Beleuchtung im Stil der Art Nouveau und Farbglasfenster. Die Decken der Räume in den zu Repräsentationszwecken genutzten Stockwerken sind mit Stuck hoher Qualität dekoriert. Besonders hochwertig ist er im großen Saal.
Die Uhr an den vier Seiten des Turms ist eine Spende des Parlamentsabgeordneten und Bürgermeisters Arthur Myers. Dieser hatte das Bauprojekt vor und während seiner Amtszeit als Bürgermeister 1905–1909 gefördert. Eine seiner letzten Amtshandlungen als Bürgermeister war die Grundsteinlegung.
Das Innere der Town Hall wurde 1994 bis 1997 für for NZ$33 Mio. restauriert, auch weil das unverstärkte Mauerwerk den heutigen Standards an die Erdbebensicherheit, vor allem als Veranstaltungsstätte, nicht genügte. Statiker Sinclair Knight Merz setzte dazu neuartige Maßnahmen zur Verstärkung des Bauwerkes ein, ohne den das denkmalpflegerisch wertvolle Äußere zu stark zu verändern.
An der Fassade wurden 2007 ebenfalls Restaurierungsarbeiten durchgeführt. In den 1950er Jahren waren aus Angst vor Erdbebenschäden eine Reihe von Dekorelementen von der Fassade entfernt worden. Ein Teil des Oamaru-Kalksteins war durch aggressive Reinigungsmethoden beschädigt worden. Dieser wurde durch neuen Kalkstein aus denselben Gesteinsschichten des originalen Steinbruches in Nord-Otago ersetzt.
Im Konzertsaal wurde die Akustik verbessert, indem frühere Verbesserungsversuche zurückgebaut und durch weniger auffällige und effektivere Maßnahmen ersetzt. Für die Farbfassung des Gebäudeinneren wurden wieder die Farben des edwardianischen Originals gewählt. Beschädigte Porzellan- und Keramikfliesen im Foyer wurden durch Repliken ersetzt. Der originale Teppich wurde ebenfalls durch eine Replik ersetzt, nur in einer Ecke des Ratssaales verblieb zu Anschauungszwecken ein Rest des Originalteppichs. Die farbigen Glasfenster wurden restauriert und teilweise neu gebaut, das Bauwerk wurde brandschutztechnisch modernisiert.
Im Februar 2016 bezog die Verwaltung des Auckland Philharmonia Orchestra ihren Sitz in den früheren Diensträumen des Auckländer Bürgermeisters.

### Orgel

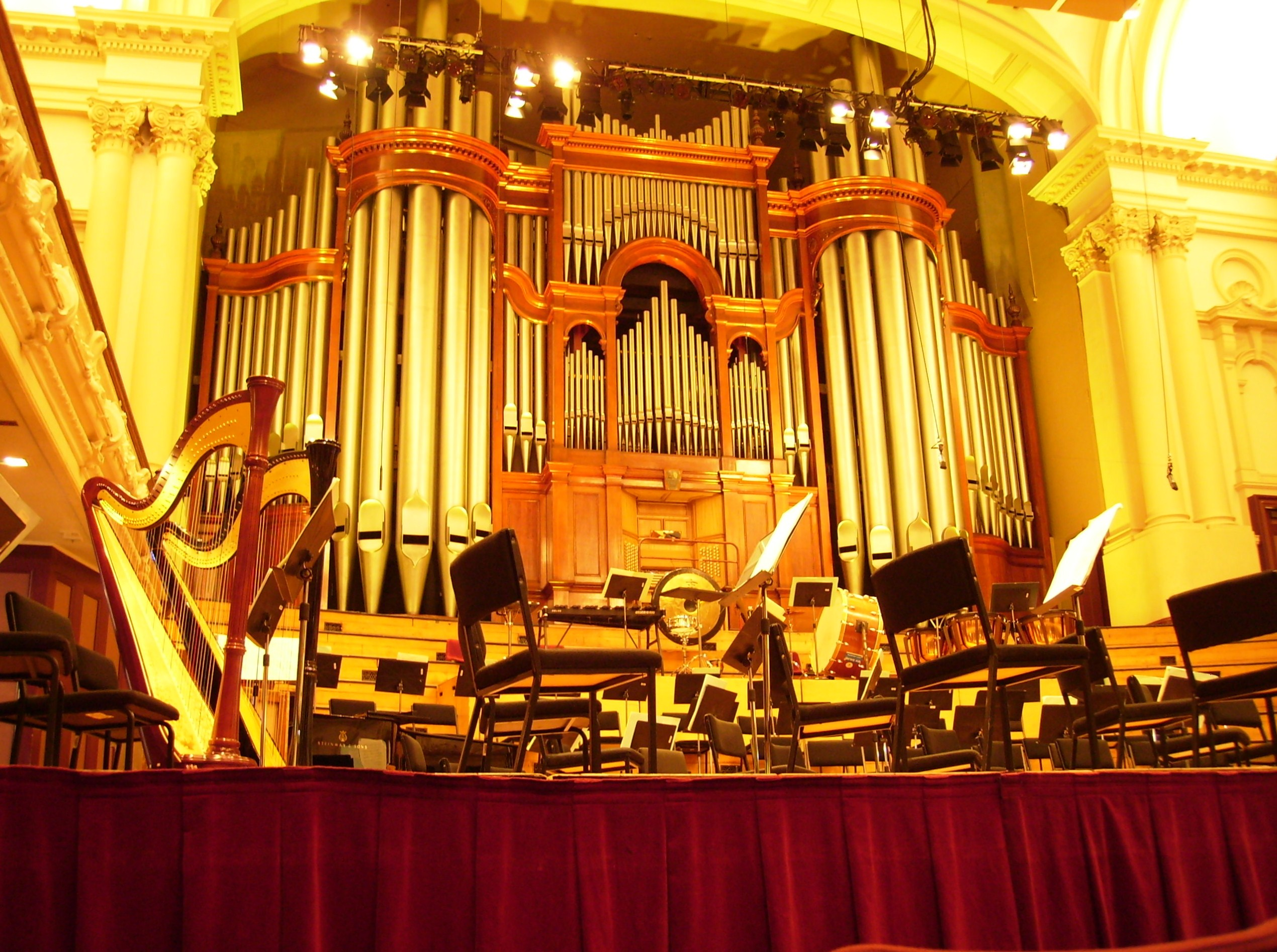
Orgel nach dem Neubau 2010

Die Orgel der Town Hall stammt aus dem Jahre 1911 und wurde von Henry Brett finanziert. Sie ist die größte Neuseelands und ein „protected Object“ (geschütztes Objekt) neuseeländischen Rechtes. Sie wurde 1969–1970 stark verändert, als die Orgelbewegung Neuseeland erreichte. Dabei wurden große Teile abgebrochen, andere ergänzt, um den vorher romantischen Klang dem damals favorisierten Barockklang anzupassen.
Diese Orgel wurde 2008 zerlegt und unter Verwendung von Teilen des originalen Instrumentes von 1911 und neuer Teile von Orgelbau Klais aus Bonn neu aufgebaut.
Die Stadt Auckland finanzierte mit 3 Mio. NZ$ den größten Teil der Restauration, eine weitere halbe Million NZ$ kam aus privaten Spendenmitteln. Die Orgel wurde am 21. März 2010 mit einer dafür in Auftrag gegebenen Sinfonie eingeweiht.